# Flaga prowincji Misiones

Flaga Misiones

Flaga Misiones – jeden z symboli argentyńskiej prowincji Misiones wprowadzona 13 lutego 1992. Składa się z trzech poziomych pasów w kolorze czerwonym, niebieskim i białym. Zawiera te same kolory co Flagi Rosji, ale odwrotnie rozłożone.
Symboliczne znaczenie kolorów flagi w José Artigas oznacza:
- Czerwony: wyraża krew przelaną za wolność i niepodległość.
- Niebieski: to kolor republiki.
- Biały: oznacza wielkość.